# ماريا سيلفا
ماريا سيلفا (بالإسبانية: María Silva)‏ هي ممثلة إسبانية، ولدت في 16 أغسطس 1941 ببالنثيا في إسبانيا.

## وصلات خارجية
- ماريا سيلفا على موقع IMDb (الإنجليزية)
- ماريا سيلفا على موقع ألو سيني (الفرنسية)
- ماريا سيلفا على موقع أول موفي (الإنجليزية)
- ماريا سيلفا على موقع قاعدة بيانات الأفلام السويدية (السويدية)
- ماريا سيلفا على موقع قاعدة بيانات الفيلم (الإنجليزية)
- ماريا سيلفا على موقع كينوبويسك (الروسية)